# ペーター＝ルーカス・グラーフ

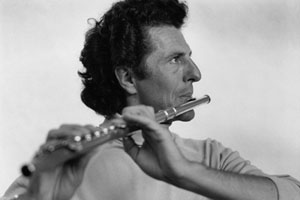
1970

ペーター＝ルーカス・グラーフ（Peter-Lukas Graf, 1929年1月5日 - ）は、スイス出身のフルート奏者、指揮者。チューリッヒ生まれ。
フルートをアンドレ・ジョネ、マルセル・モイーズ、ロジェ・コルテに、また指揮法をウジェーヌ・ビゴに学ぶ。
1950年から1956年までヴィンタートゥーア（ヴィンタートゥール）市立管弦楽団、1951年スイス祝祭管弦楽団で首席フルート奏者を務める。1953年にミュンヘン国際音楽コンクールで優勝した。
指揮者としては、1960年にルツェルン歌劇場でデビューの後、1962年から1966年まで同劇場首席指揮者を務めた。レコード録音もクラーヴェス・レーベルを中心に多数あり、受賞歴もある。
妹のカトリン・グラーフはソプラノ歌手として活躍した。